# ОШ „Доситеј Обрадовић” Нови Сад
ОШ „Доситеј Обрадовић” једна је од основних школа у Новом Саду. Налази се у улици Филипа Филиповића 3. Назив је добила по Доситеју Обрадовићу, српском просветитељу и реформатору револуционарног периода националног буђења и препорода, оснивачу и професору Велике школе. 

## Историјат
Основна школа „Доситеј Обрадовић” је основана 1961, са радом је почела 6. фебруара исте година. У почетку је бројала 382 ученика распоређених у тринаест одељења, а наставу је држало осам учитеља и пет наставника. Број се стално повећавао па је у септембру 1961. било 565 ученика и двадесет одељења. Грађена је у четири етапе: 1960, 1961, 1967. и 1974. када је направљена фискултурна сала и школа добила данашњи изглед. Надоградња је завршена 2013. када су добили још један спрат, веће учионице, лабораторије, спортске терене, библиотеку и читаоницу. Највише ученика је било деведесетих година 20. века, око 1200 распоређених у тридесет и два одељења. Од тада број деце се смањује, а данас броји 670 ученика у двадесет и седам одељења. Садрже пет одељења продуженог боравка, Дечји савез, двориште, спортске терене, учионице, библиотеку и зубну амбуланту. Сарађују са школама из Липљана и Селнице об Драви. Настава се одвија у две смене на српском језику и негују се и матерњи језици са елементима националне културе као што су мађарски, русински, словачки и ромски језик. Школска библиотека располаже са 16.650 књига и 1330 јединица некњижне грађе. Бивши ученици школе су Милан Гуровић, Васа Мијић, Цвета Мајтановић, Александар Филиповић и многи други.

## Догађаји
Догађаји Основне школе „Доситеј Обрадовић”:
- Савиндан
- Дан отворених врата
- Дан очувања енергије
- Дан планете Земље
- Дан девојчица
- Дан борбе против пушења
- Дан матерњег језика
- Спортски дан
- Антићеви дани
- Европски дан језика
- Међународни дан борбе против вршњачког насиља
- Међународни дан жена
- Светски дан књиге и ауторских права[4]
- Светски дан различитости култура
- Змајеве дечје игре
- Дечја недеља
- Пројекат „Навијај и играј фер”
- Пројекат „Калеидоскоп”
- Пројекат „Читалићи кликерши”
- Фестивал науке
- Дечији драмски фестивал
- Сајам књига и уметности